# 就趁現在
《就趁現在》（いざッ、Now）是嵐的第5枚專輯，第4枚原創專輯。於2004年7月21日發行。唱片公司為J Storm。

## 解說
- 初回生產限定盤與通常盤的封套不一樣。初回生產限定盤中附送由fans挑選的5首PV及一本特別小冊子。
- 以本專輯收錄曲構成的2004年夏天巡迴「就趁現在 Tour」亦被拍攝成DVD發售。
- 本專輯的日文名稱與日語中的「邀請」（いざなう）諧音。

## 收錄曲

### CD
1. 比言語更重要的東西 (4:04)
（作詞：TAKESHI　作曲：飯田建彦　編曲：石塚知生　Rap詞：櫻井翔）
11th單曲。二宮和也主演TBS電視戲劇「Stand Up!!」主題曲。
2. JAM (4:12)
（作詞：久保田洋司　作曲：Tobias Lindell、Joel Eriksson、Victor Wiszniewski　編曲：岩田雅之）
3. The Bubble (3:54)
（作詞：SPIN　作曲：Peter Bjorklund、Joel Eriksson 編曲：AKIRA　Rap詞：櫻井翔）
4. Thank you for my days (4:55)
（作詞：TAKESHI　作曲・編曲：岩田雅之）
5. PIKA★★NCHI DOUBLE (5:09)
（作詞：SPIN　作曲：森元康介　編曲：石塚知生　Rap詞：櫻井翔）
12th單曲
《PIKA☆☆NCHI LIFE IS HARD所以HAPPY》主題曲
6. keep a peaK (1:51)
（作曲・編曲：吉岡拓）
純音樂。
7. EYES WITH DELIGHT (4:30)
（作詞：久保田洋司　作曲：小森田實　編曲：石塚知生　Rap詞：櫻井翔）
8. RIGHT BACK TO YOU (3:35)
（作詞：SPIN　作曲・編曲：Peter Bjorklund、Joel Eriksson　編曲：ha-j　Rap詞：櫻井 翔）
9. RAINBOW (4:18)
（作詞：久保田洋司　作曲：小森田實　編曲：石塚知生）
10. 赤腳的未來（ハダシの未来） (4:41)
（作詞・作曲：宮崎步　編曲：CHOKKAKU）
11th單曲。
11. 溫柔且有一點傻 (3:43)
（作詞・作曲：井上貴志　編曲：ha-j）
12. Dear My Friend (4:55)
（作詞：小川貴史　作曲・編曲：關淳二郎）
13. 只想著妳 (4:49)
（作詞：久保田洋司　作曲：馬飼野康二　編曲：大坪直樹）
14. 格子圍巾 (5:19)
（作詞：TAKESHI　作曲：森元康介　編曲：岩田雅之）
15. 中途下車 (4:16)
（作詞：SPIN　作曲：森元康介　編曲：ha-j）

### DVD
1. A·RA·SHI
2. a Day in Our Life
3. 因為你所以我存在
4. 台風世代
5. 不知所措